# Соломон, Ребекка
Ребекка Соломон (англ. Rebecca Solomon; 26 сентября 1832, Лондон, — 20 ноября 1886, там же) — британская художница.

## Биография
Родилась в  ортодоксальной еврейской семье. Её отцом был Мейер Соломон, крупный торговец шляпами, а матерью Катерин Леви. Ребекка была одной из восьми детей. Два её брата Абрахам Соломон и Симеон Соломон также были художниками. В семье было еще пять детей: Аарон, Бетси, Исаак, Эллен и Сильвестр.
Ребекка училась рисовать у своего старшего брата Абрахама, жанрового живописца, позднее поступила в Школу рисунка Спиталфилд. Одно время она была ученицей в мастерской художника-прерафаэлита Джона Милле. Ребекка также была хорошо знакома с Эдвардом Берн-Джонсом, даже позировала ему для ряда картин.
В 1852 году художница дебютировала на выставке Королевской Академии, где впоследствии экспонировала свои работы вплоть до 1869 года. Также выставлялась в галерее Дадли и Французской галерее Гамбара.
Художница писала, главным образом, портреты, а также жанровые и исторические полотна, нередко на христианскую тематику. Её картины «Друзья в нужде», «Напрасный труд любви», «Гувернантка», «Любовное послание» представляют собой типичные, в том числе и для прерафаэлитов, жанровые ситуации, содержащие в себе мораль.
Погибла под колёсами экипажа, переходя улицу.

## Галерея

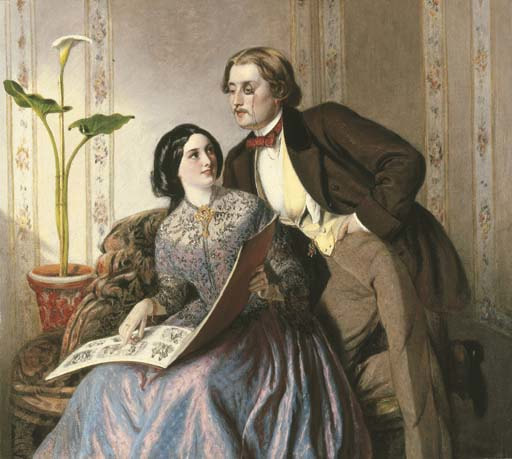
Модная пара.
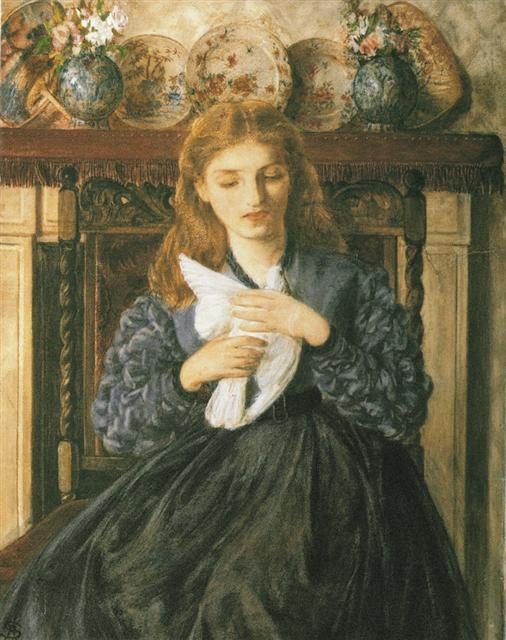
Раненый голубь, 1866.
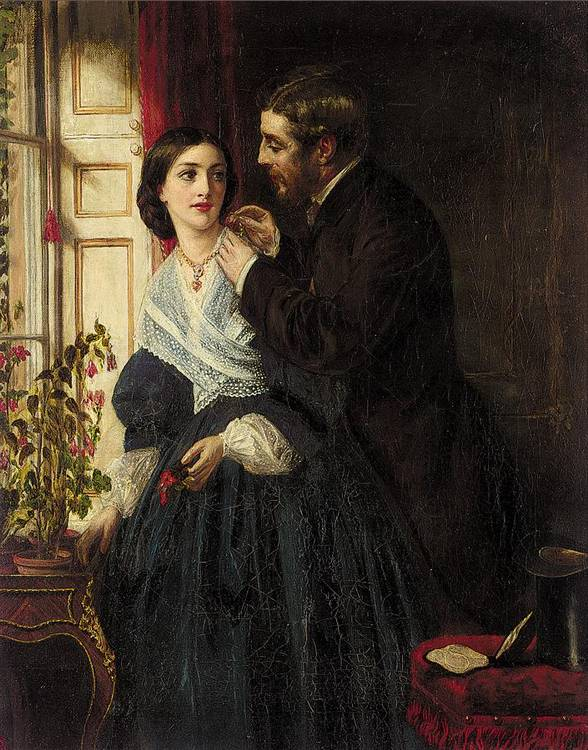
Подарок на день рождения.
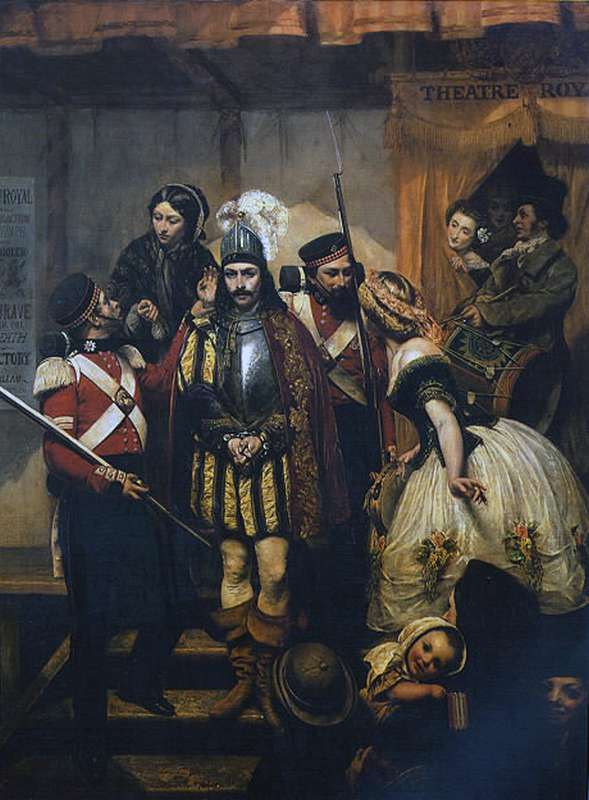
Арест дезертира в театре.